# Nolan Bushnell
Nolan Bushnell (ur. 5 lutego 1943) – amerykański przedsiębiorca, konstruktor i projektant gier komputerowych. Założyciel Atari.
Bushnell ukończył w 1968 roku studia na Uniwersytecie Stanowym Utah. W czasie nauki zetknął się między innymi z zaprojektowaną przez Steve'a Russella grą Spacewar!, która zainteresowała go do tego stopnia, że postanowił sam zająć się wytwarzaniem gier. W 1971 roku wraz z Tedem Dabneyem skonstruował swój pierwszy automat do gry, klon Spacewar o nazwie Computer Space, który nie odniósł jednak finansowego sukcesu. W 1972, gdy wraz z Dabneyem założył firmę Atari, rynek gier komputerowych właściwie jeszcze nie istniał. Jedynymi maszynami do gry były automaty do pinballa. Gra Pong – pierwszy produkt Atari, odniosła sukces i dała Bushnellowi środki na ekspansję. Atari dynamicznie rozwijało produkcję gier, a w 1976 zostało sprzedane wytwórni Warner Communications. Przez firmę przewinęli się między innymi Steve Jobs i Steve Wozniak.
Bushnell został usunięty z kierownictwa Atari w 1978 roku po wielu konfliktach z zarządem Warner Communications, tracąc posadę na rzecz Raya Kassara. Zajął się nowym przedsięwzięciem – siecią restauracji Pizza Time Theathres, których główną atrakcją były gry komputerowe oraz maskotka - mysz Chuck E. Cheese. Obecnie ponownie zainteresowany jest rynkiem gier komputerowych. Z satysfakcją planuje objęcie posady w radzie nadzorczej firmy Atari (dawniej Infogrames) wraz z Tomem Virdenem zamiast Phila Harrisona. W Los Angeles założył również firmę Speed to Learn, opracowującą nowatorski system nauczania w szkołach. Metoda polega na wykorzystywaniu gier komputerowych i – jak twierdzi Bushnell – pozwala przyswajać materiał nawet dziesięciokrotnie szybciej, niż w tradycyjny sposób.